# Torrenty.org
Torrenty.org – polska strona internetowa będąca katalogiem torrentów, działająca od około 2006 do 2016 roku. W 2009 roku według Alexa.com była 31. pod względem popularności stroną w polskim internecie. Na początku strona była darmowa, następnie wprowadzono rejestrację przy pomocy płatnego SMS. Przed zakończeniem działalności strona często miewała problemy techniczne. 